# Sajó László
Sajó László (Sátoraljaújhely, 1956. március 4. –) magyar költő, könyvtáros, újságíró.

## Életpályája
1962–1970 között Tolcsván és Miskolcon járta ki az általános iskolát. 1970–1974 között a Miskolci Közgazdasági Szakközépiskola diákja volt. 1974–1976 között képesítés nélküli könyvtáros és hírlapkézbesítő, valamint nevelő volt. 1976–1981 között az ELTE BTK magyar-népművelés szakos hallgatója volt. 1981–1991 között könyvtáros és könyvtárvezetőként dolgozott. 
1982–1984 között a Hittudományi Akadémia hallgatója volt. 1984–1991 között a Nemzetközi Előkészítő Intézet könyvtárvezetője volt. 1986 óta jelennek meg művei. 1991–2002 között az Osiris Kiadó szerkesztője és könyvklubjának vezetője volt. 2001 óta a Don Quijote Könyvklub vezetője. 2007 óta rokkantnyugdíjas. Rendszeresen publikál a Magyar Narancsban.

## Művei
- Napkeleti pályaudvar (versek, 1986)
- A kavics helye (versek, 1992)
- Földön vonuló felhők (versek, 1994)
- Fényszög (versek, 1995)
- Vendégkönyv (versek, 1997)
- Sírhanták. Tréfás sírversek I.-II. (Horváth Árpáddal, 1997-2004)
- Negyednap (versek, 1999)
- Éjszakai járat (versek, 2001)
- Válasz búcsúlevélre (versek, 2003)
- Dögcédulák (versek, 2004)
- Evangélium, szerintem (versek, 2005)
- Szünetjelek az égből (válogatott versek, Várady Szabolccsal, 2006)
- Istentelen színjáték (versek, 2007)
- Öt és feles (kisprózák, 2008)
- Írottkő (emlékkönyv, 2009)
- Fényre sötétedő (2010)
- hal.doc (2012)
- Magyar versek (versek, 2013)
- A futball ábécéje és más történetek; Burger Barna fotóival; Osiris, Bp., 2014
- Aszfaltangyal. Képaláírások; L'Harmattan, Bp., 2016
- Gyomorkeselyű; L'Harmattan, Bp., 2017
- Volt időnk. Apám könyve; Könyvpont–L'Harmattan, Bp., 2019
- Angyal a tranzitban; TIT Kossuth Klub Egyesület–L’Harmattan Kiadó, Bp., 2021
- Kell egy mosodás; Burger Barna fotóival; Osiris, Bp., 2021

## Díjai
- Móricz Zsigmond-ösztöndíj (1989)
- Soros-ösztöndíj (2000)
- Déry Tibor-díj (2005)
- Nagy Gáspár-díj (2010)
- NKA alkotói ösztöndíj (2012)
- Üveggolyó-díj (2013)